# Przemysław Wipler
Przemysław Janusz Wipler (ur. 15 lipca 1978 w Piekarach Śląskich) – polski polityk, nauczyciel akademicki, urzędnik państwowy, były prezes Stowarzyszenia KoLiber, Fundacji Republikańskiej oraz Stowarzyszenia „Republikanie”, poseł na Sejm VII i X kadencji.

## Życiorys

### Wykształcenie i praca zawodowa
Urodził się na Górnym Śląsku, gdzie jego ojciec pracował jako górnik dołowy. Po rozwodzie rodziców Przemysław Wipler wraz z matką wyjechał do Gdyni, gdzie został absolwentem III Liceum Ogólnokształcącego im. Marynarki Wojennej RP. W 2002 ukończył studia na Wydziale Prawa i Administracji Uniwersytetu Warszawskiego, uzyskując magisterium z prawa na podstawie pracy zatytułowanej Libertariańskie podejście do państwa. Od 1999 do 2001 był redaktorem „Najwyższego Czasu!”. Działał w Opus Dei. Podjął studia doktoranckie na Uniwersytecie SWPS, pisząc pracę doktorską na temat Komisji do spraw reprywatyzacji nieruchomości warszawskich. W 2023 odmówiono mu nadania stopnia doktora nauk prawnych na jej podstawie.
Pracował w Centrum im. Adama Smitha i Fundacji Akcji Gospodarczej, a także w firmach zajmujących się doradztwem podatkowym, m.in. w Deloitte i Ernst & Young. Był członkiem rad nadzorczych Przedsiębiorstwa Eksploatacji Rurociągów Naftowych Przyjaźń i Przedsiębiorstwa Przeładunku Paliw Płynnych Naftoport. Od 2005 do 2008 pełnił funkcję dyrektora Departamentu Dywersyfikacji Dostaw Nośników Energii w Ministerstwie Gospodarki. W latach 2009–2011 był wiceprezesem zarządu spółki Bio-Alians. W 2010 założył z Marcinem Roszkowskim spółkę BG Inwestycje, która uruchomiła grupę biogazowni; do 2018 był prezesem BGI Biogazowni Szymanów. W listopadzie 2015 został członkiem rady nadzorczej NFI Magna Polonia. Prowadził także własną działalność gospodarczą, wykładał bezpieczeństwo energetyczne w Collegium Civitas. W 2024 zasiadł w radzie nadzorczej spółki akcyjnej Mentzen kierowanej przez Sławomira Mentzena.

### Działalność publiczna

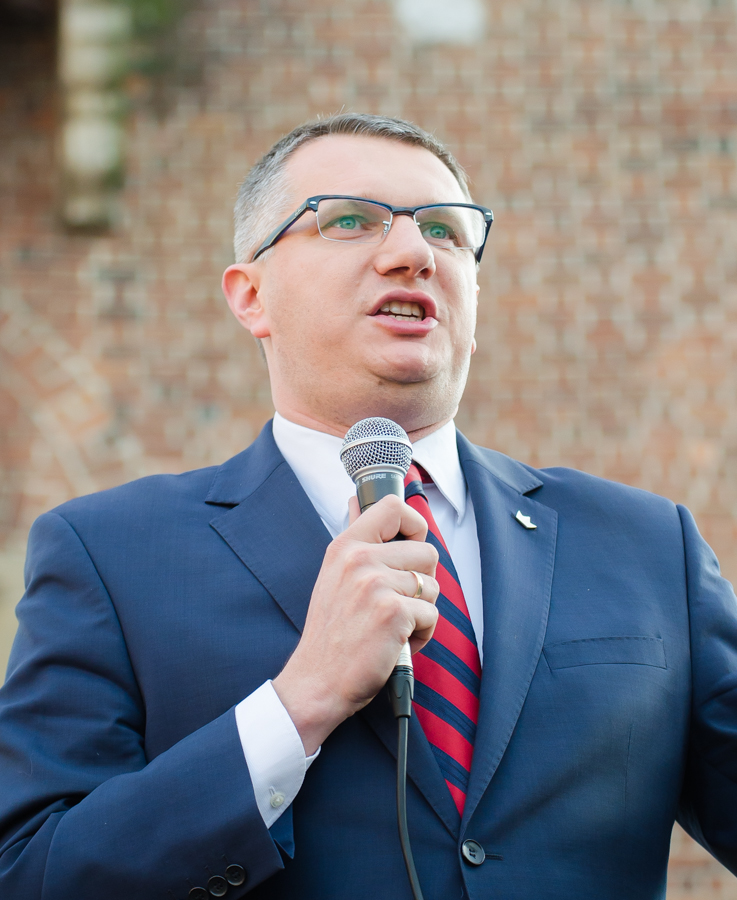
Przemysław Wipler na wiecu wyborczym na Rynku Głównym w Krakowie (2015)

W 1999 współtworzył Stowarzyszenie KoLiber. Pełnił funkcję prezesa oddziału warszawskiego, a następnie prezesa zarządu głównego tego stowarzyszenia. Należał do Unii Polityki Realnej (do 2000) i pełnił funkcję rzecznika tej partii. Od 2002 do 2005 był prezesem Fundacji Odpowiedzialność Obywatelska. W 2009 został fundatorem, a następnie również prezesem Fundacji Republikańskiej (ustąpił z tej funkcji w 2011). Jest publicystą kwartalnika „Rzeczy Wspólne”.
W wyborach samorządowych w 2002 bez powodzenia kandydował do Rady m.st. Warszawy z listy Komitetu Wyborczego Wyborców Julii Pitery (otrzymał 1641 głosów). W wyborach parlamentarnych w 2005 bez powodzenia kandydował do Sejmu z listy Prawa i Sprawiedliwości (otrzymał 999 głosów). W latach 2008–2009 był dyrektorem generalnym Instytutu Jagiellońskiego. W 2010 został współzałożycielem Ruchu 10 Kwietnia. W wyborach parlamentarnych w 2011 liczbą 4615 głosów w okręgu warszawskim zdobył mandat posła z listy PiS. W listopadzie tego samego roku wstąpił do tej partii. Odszedł z niej w czerwcu 2013, występując również z klubu parlamentarnego PiS i zakładając Stowarzyszenie „Republikanie” o profilu republikańskim i konserwatywno-liberalnym, w którym objął funkcję prezesa. W październiku tego samego roku organizacja ta podpisała porozumienie z byłymi posłami PO, angażując się w projekt „Godzina dla Polski” Jarosława Gowina. Wraz z końcem października Przemysław Wipler ustąpił z funkcji prezesa „Republikanów” (na rzecz Anny Streżyńskiej), jednak po niespełna miesiącu ponownie został na nią wybrany. Jego stowarzyszenie wzięło następnie udział w utworzeniu partii Polska Razem. Przemysław Wipler został członkiem prezydium zarządu tego ugrupowania, jednak już w lutym 2014 wraz z częścią „Republikanów” opuścił Polskę Razem. W marcu podjął współpracę z Kongresem Nowej Prawicy, a w maju tegoż roku został członkiem tej partii.
Na konwencie KNP w październiku 2014 Przemysław Wipler został wybrany na pierwszego wiceprezesa ugrupowania, jednak decyzje konwentu zostały wkrótce unieważnione przez sąd partyjny (przy czym sąd powszechny wpisał nowe władze do ewidencji). Był kandydatem KNP na prezydenta Warszawy, zajmując 4. miejsce spośród 11 kandydatów (otrzymał 4,21% głosów). W styczniu 2015 wraz z Januszem Korwin-Mikkem ogłosił powstanie nowej partii pod nazwą KORWiN: Koalicja Odnowy Rzeczypospolitej Wolność i Nadzieja.
W 2014 i 2015 był dwukrotnie karany naganami przez Komisję Etyki Poselskiej za naruszenie art. 5 (zasada rzetelności), art. 6 (zasada dbałości o dobre imię Sejmu) oraz art. 7 (zasada odpowiedzialności) Zasad Etyki Poselskiej.
W sierpniu 2015 został powołany na jednego z wiceprezesów partii KORWiN. W wyborach w październiku tegoż roku KW KORWiN nie przekroczył wyborczego progu, Przemysław Wipler otrzymał 17 424 głosy i nie uzyskał poselskiej reelekcji. W następnym miesiącu na funkcji prezesa „Republikanów” zastąpił go Karol Rabenda. W kwietniu 2017 Przemysław Wipler ogłosił zakończenie aktywności w partii KORWiN i wycofanie się z życia politycznego. Zajął się prowadzeniem działalności gospodarczej w branży PR oraz lobbingiem.
W 2023 zarejestrował Fundację Dobry Rząd, w której objął funkcję prezesa. W lipcu tego samego roku powrócił do działalności w partii (funkcjonującej wówczas pod nazwą Nowa Nadzieja oraz wchodzącej w skład Konfederacji Wolność i Niepodległość). W wyborach w 2023 uzyskał mandat poselski, kandydując z pierwszego miejsca Konfederacji w okręgu toruńskim i otrzymując 13 457 głosów. W styczniu 2024 powołany na wiceprzewodniczącego sejmowej komisji śledczej ds. wykorzystania oprogramowania Pegasus.
W wyborach samorządowych w 2024 ubiegał się o urząd prezydenta Warszawy z ramienia komitetu Konfederacja i Bezpartyjni Samorządowcy. W głosowaniu zajął 4. miejsce spośród 6 kandydatów (otrzymał 4,45% głosów). W tym samym roku bezskutecznie kandydował też w wyborach europejskich.

## Postępowanie karne
W czerwcu 2014 prokurator Prokuratury Rejonowej Warszawa Śródmieście-Północ skierował przeciwko Przemysławowi Wiplerowi akt oskarżenia, zarzucając mu zmuszanie przemocą funkcjonariuszy policji do zaniechania prawnej czynności służbowej przy naruszeniu ich nietykalności cielesnej, a także ich znieważenie. Miało do tego dojść w czasie nocnej interwencji przed jednym ze stołecznych klubów w październiku 2013 z udziałem mającego się znajdować w stanie nietrzeźwości posła. Przemysław Wipler zrzekł się immunitetu, nie przyznał się do popełnienia zarzucanych mu czynów, twierdząc, że to on miał zostać pobity przez policjantów.
W czerwcu 2016 został w pierwszej instancji uznany za winnego popełnienia zarzucanych mu czynów i skazany na sześć miesięcy pozbawienia wolności z warunkowym zawieszeniem jej wykonania na okres dwóch lat próby oraz grzywnę w wysokości 10 000 zł, a także zobowiązany do przeproszenia pokrzywdzonych. Wyrok uprawomocnił się wobec niezłożenia przez którąkolwiek ze stron apelacji. Przeprosiny w magazynie „Policja 997” zamieścił po tym, jak prokurator zawnioskował o zarządzenie kary z uwagi na niewykonanie tego obowiązku w wyznaczonym terminie.

## Życie prywatne
Jest żonaty, ma trzy córki i dwóch synów.